# 五龍局
五龍局（ごりゅう の つぼね、享禄2年（1529年） - 天正2年7月16日（ユリウス暦1574年8月2日））は、戦国時代から安土桃山時代にかけての女性。毛利元就と正室・妙玖の次女で、宍戸隆家の正室。実名は「しん」。「五龍局」という呼称は宍戸氏の居城である五龍城に由来する。五龍局以外にも、五龍、五龍姫、五龍の方、五もじなどと呼ばれた。

## 生涯
享禄2年（1529年）、中国地方の戦国大名・毛利元就の次女として安芸多治比猿掛城で生まれる。母は元就の正室である妙玖。毛利隆元の妹で、吉川元春と小早川隆景の姉にあたる。隆元の上の長姉である見室了性が幼時に高橋氏の養女（事実上の人質）となり、享禄2年（1529年）から享禄3年（1530年）頃に元就が高橋氏を滅ぼした際に高橋氏によって殺害されたこともあってか、五龍局は元就夫婦から溺愛された。
天文3年（1534年）、年頭の賀辞のため、元就が毛利氏と所領が隣接する安芸国国人・宍戸氏の居城である五龍城を訪れる。その際に宍戸隆家と五龍局の婚姻が取り決められたという。
天文16年（1547年）、隆家との間に長男の元秀が生まれる。男子は元秀のみだが、その他に3人の娘がおり、長女の天遊永寿は伊予国の河野通宣に嫁いでいる。また、次女の春木大方は吉川元春の長男・元長の、三女の南の大方（清光院）は毛利輝元の、それぞれ正室になっており、毛利一族の結束を固めるのに貢献した。
元就は息子達にむかって、「妹の五もじをふびんと思い、婿の宍戸隆家ともども、兄弟として大切にして欲しい。」「ひとなみすぐれた娘だ」「五もじは女のことゆえ、分別に欠けるところもあろうが、思いやりをかけてやってほしい。」と述べており、政略結婚をめぐる父と娘との断面を垣間見ることができる。
天正2年（1574年）7月16日、死去。享年46。死因は卒中であったとされる。法名は法光院殿栄室妙寿禅尼。墓所は伝承地が4ヶ所あり不明。なお、夫の宍戸隆家の側の墓は、継室の石見繁継の姉の墓である。